# Paul R. Ehrlich
Paul R. Ehrlich (Filadelfia, 29 maggio 1932) è un ambientalista, biologo ed entomologo statunitense.

## Biografia
Per quarant'anni docente di entomologia presso le Università di Pennsylvania, Kansas e alla Stanford University, specializzato nei Lepidotteri. Ha iniziato lo studio della sovrappopolazione attraverso la lettura dei testi di William Vogt.
Nel dicembre 1967 ha pubblicato un lungo articolo sulla rivista New Scientist prevedendo una futura e grave crisi alimentare per l'intero pianeta. Nel 1968 pubblica un libro in cui prospetta la visione drammatica delle conseguenze della sovrappopolazione dal titolo The Population Bomb, che ha avuto anche all'estero diverse edizioni e traduzioni ed è considerato uno dei testi fondamentali del neo-malthusianesimo. La sua ferma adesione a tale dottrina gli fece scrivere, nel 1968, nell'introduzione della citata opera:
(Paul_R._Ehrlich, The Population Bomb, p. xi)
arrivando a suggerire un metodo di controllo delle nascite che sia:
(Paul_R._Ehrlich, The Population Bomb, p. xi)

## La scommessa con Julian Simon
Famosa è stata la scommessa di Ehrlich con l'economista Julian Simon. Quest'ultimo, autore del saggio The Ultimate Resource, sosteneva, contro le teorie neomalthusiane di Ehrlich, che nel decennio 1980 - 1990 il prezzo di cinque materie prime fondamentali sarebbe diminuito, nonostante l'aumento della popolazione mondiale che si sarebbe inevitabilmente verificato nel medesimo periodo. Simon vinse la scommessa: nonostante la popolazione mondiale fosse aumentata di 800 milioni di persone nel periodo (l'incremento più forte mai registrato), il prezzo delle cinque materie prime diminuì, così come accadde anche per i prodotti agricoli.
Successivamente l'investitore Jeremy Grantham evidenziò che sul lungo periodo le previsioni di Ehrlich erano accurate.

## Equazione di Ehrlich-Holdren
L'equazione di Paul Ehrlich e John Holdren  elaborata nel 1971, fa risalire l'impatto della specie umana sull'ambiente come il prodotto di tre fattori: il numero di persone, il livello di consumo (stile di vita) e il livello di tecnologia utilizzato.
I = P x A x T
I = impatto   P = popolazione   A = affluenza   T = tecnologia

## Premi e riconoscimenti
- 1999: Premio Blue Planet[4]

## Opere
- How to Know the Butterflies (1960)
- Process of Evolution (1963)
- The Population Bomb, New York, Ballantine, 1968
- Population, Resources, Environments: Issues in Human Ecology (1970)
- How to Be a Survivor: A plan to Save Spaceship Earth, New York, Ballantine, 1971 (scritto con Richard R. Harriman)
- Man and the Ecosphere, San Francisco, W.H. Freeman, 1971 (scritto insieme a John P. Holdren e Richard W. Holm)
- Population, Resources, Environments: Issues in Human Ecology. (Seconda Edizione), San Francisco, W.H. Freeman, 1972 (scritto insieme alla moglie Anne)
- Human Ecology: Problems and Solutions (1973)
- Introductory Biology (1973)
- The end of affluence: A blueprint for Your Future, New York, Ballantine, 1974
- Biology and Society (1976)
- Ecoscience: Population, Resources, Environment (Seconda edizione), San Francisco, W.H. Freeman, 1977 (scritto insieme alla moglie Anne ed a John P. Holdren)
- The Race Bomb (1978)
- Extinction, New York, Random House, 1981, (scritto insieme alla moglie Anne)
- The Golden Door: International Migration, Mexico, and the United States (1981)
- The Cold and the Dark: The World after Nuclear War
- Earth (1987, scritto insieme alla moglie Anne)
- Science of Ecology (1987)
- The Cassandra Conference: Resources and the Human Predicament (1988)
- The Birder's Handbook: A field Guide to the Natural History of North American Birds (1988,
- New World, New Mind: Moving Towards Conscious Evolution (1988)
- The Population Explosion, New York, Simon & Schuster, 1990 (scritto insieme alla moglie Anne)
- Healing the Planet: Strategies for Resolving the Environmental Crisis, Reading (Mass), Menlo Perk (Calif.),  New York, Addison-Wesley, 1991 (scritto insieme alla moglie Anne)
- Birds in Jeopardy: The Imperiled and Extinct Birds of the United States and Canada, Including Hawaii and Puerto Rico
- The Stork and the Plow : The Equity Answer to the Human Dilemma
- A World of Wounds: Ecologists and the Human Dilemma (1997)
- Betrayal of Science and Reason: How Anti-Environment Rhetoric Threatens Our Future (1998)
- Human Natures: Genes, Cultures, and the Human Prospect (2002)
- One With Nineveh: Politics, Consumption, and the Human Future (2004)
- On the Wings of Checkerspots: A Model System for Population Biology (2004)
- The Dominant Animal: Human Evolution and the Environment (2008)